# Puntate di Melevisione (decima stagione)
La decima stagione di Melevisione venne trasmessa tra il 2007 e il 2008 ed è composta da 135 puntate.
Si suddivide in due parti (1-109, 110-135).

## Cast
| Personaggio        | Interprete         |
| ------------------ | ------------------ |
| Milo Cotogno       | Lorenzo Branchetti |
| Fata Lina          | Paola D'Arienzo    |
| Strega Varana      | Zahira Berrezouga  |
| Radio Gufo         | Guido Ruffa        |
| Lupo Lucio         | Guido Ruffa        |
| Principessa Odessa | Carlotta Jossetti  |
| Balia Bea          | Licia Navarrini    |
| Principe Giglio    | Enrico Dusio       |
| Orco Manno         | Diego Casalis      |
| Orchessa Orchidea  | Barbara Abbondanza |
| Gnoma Linfa        | Olivia Manescalchi |
| Shirin Scintilla   | Valentina Bartolo  |
| Vermio Malgozzo    | Riccardo Forte     |
| Drollo             | Diego Iannaccone   |
| Cuoco Basilio      | Lando Francini     |

## Episodi
Gli episodi evidenziati in giallo sono stati inclusi ne I Classici della Melevisione. Gli episodi evidenziati in grigio appartengono alla rubrica Le cronache del Fantabosco.

### Prima parte
La prima parte della decima stagione andò in onda in prima visione su Rai 3 dal 30 novembre 2007 fino al 13 giugno 2008. La Melevisione andava in onda regolarmente dal lunedì al giovedì. Ogni venerdì, invece, andava in onda la rubrica Le cronache del Fantabosco, dove il folletto raccontava, attraverso la Melevisione, un episodio avvenuto in passato nel Fantabosco.
| Nº tot. | Nº          | Prima TV ita     | Nome della puntata                                                        | Personaggi presenti                                                  | Sceneggiatura     | Tema                                    | Canzone                  |
| ------- | ----------- | ---------------- | ------------------------------------------------------------------------- | -------------------------------------------------------------------- | ----------------- | --------------------------------------- | ------------------------ |
| 1       | Cronache 1  | 30 novembre 2007 | Le cronache del Fantabosco: La regina dei veleni (Ottava stagione)        | Milo Cotogno                                                         |                   |                                         |                          |
| 2       | 1           | 3 dicembre 2007  | Il cuore del regno                                                        | Milo Cotogno, Balia Bea, Lupo Lucio, Vermio Malgozzo                 | Venceslao Cembalo | Potere regale                           |                          |
| 3       | 2           | 4 dicembre 2007  | Lo studiolo stregato                                                      | Balia Bea, Strega Varana, Principessa Odessa, Principe Giglio        | Lorenza Cingoli   | Memoria                                 |                          |
| 4       | 3           | 6 dicembre 2007  | Dalla padella alla brace                                                  | Milo Cotogno, Principessa Odessa, Strega Varana, Drollo              | Janna Carioli     | Incantesimi                             | "Pensa con la tua testa" |
| 5       | Cronache 2  | 7 dicembre 2007  | Le cronache del Fantabosco: Musica per la Fata (Ottava stagione)          | Milo Cotogno                                                         |                   |                                         |                          |
| 6       | 4           | 10 dicembre 2007 | Non ti scordare mai                                                       | Milo Cotogno, Balia Bea, Strega Varana, Fata Lina                    | Bruno Tognolini   | Ricordi                                 | "I ricordi"              |
| 7       | 5           | 11 dicembre 2007 | La broda impazzita                                                        | Balia Bea Principe Giglio Strega Varana, Drollo                      | Luisa Mattia      | Modelli e misure                        |                          |
| 8       | 6           | 12 dicembre 2007 | Grazie, Lupo Lucio!                                                       | Milo Cotogno, Lupo Lucio, Fata Lina, Shirin Scintilla                | Luisa Mattia      | Rendersi utili                          |                          |
| 9       | 7           | 13 dicembre 2007 | Il segreto dell'orco                                                      | Milo Cotogno, Orchessa Orchidea, Orco Manno, Balia Bea               | Venceslao Cembalo | Sonno e sogni                           |                          |
| 10      | 8           | 17 dicembre 2007 | Il segreto dell'orologio                                                  | Milo Cotogno, Principe Giglio, Strega Varana, Balia Bea              | Martina Forti     | Tempo e orologi                         | "Il tempo del tempo"     |
| 11      | 9           | 18 dicembre 2007 | Vietato mangiare i pietrini                                               | Balia Bea, Principe Giglio, Lupo Lucio, Principessa Odessa           | Bruno Tognolini   | Piccioni viaggiatori                    |                          |
| 12      | 10          | 20 dicembre 2007 | Una sfida leale                                                           | Milo Cotogno, Fata Lina, Strega Varana, Principe Giglio              | Venceslao Cembalo | Persuasione                             |                          |
| 13      | Cronache 3  | 21 dicembre 2007 | Le cronache del Fantabosco: Lo Gnomo-Lupo (Ottava stagione)               | Milo Cotogno                                                         |                   |                                         |                          |
| 14      | 11          | 24 dicembre 2007 | Le scarpe della felicità                                                  | Milo Cotogno, Lupo Lucio, Principessa Odessa, Fata Lina              | Lorenza Cingoli   | Felicità                                | "Scarpe di fiaba"        |
| 15      | 12          | 27 dicembre 2007 | Un principe non dice                                                      | Milo Cotogno, Principe Giglio, Orco Manno, Vermio Malgozzo           | Bruno Tognolini   | Vanterie                                |                          |
| 16      | Cronache 4  | 28 dicembre 2007 | Le cronache del Fantabosco: La chiave di vetro (Settima stagione)         | Milo Cotogno                                                         |                   |                                         |                          |
| 17      | 13          | 31 dicembre 2007 | Un malefico sonaglio                                                      | Milo Cotogno, Principessa Odessa, Strega Varana, Drollo              | Luisa Mattia      | Infanzie                                | "Ce l'hanno con me"      |
| 18      | 14          | 1º gennaio 2008  | Il colpo della Strega                                                     | Milo Cotogno, Fata Lina, Strega Varana, Vermio Malgozzo              | Bruno Tognolini   | Dolore del corpo                        |                          |
| 19      | 15          | 2 gennaio 2008   | Cose da maschi                                                            | Balia Bea, Strega Varana, Orco Manno, Principe Giglio                | Venceslao Cembalo | Maschi e femmine                        |                          |
| 20      | 16          | 3 gennaio 2008   | La rosa fatata                                                            | Milo Cotogno, Lupo Lucio, Principessa Odessa, Principe Giglio        | Lucia Franchitti  | Apparenza/sostanza                      |                          |
| 21      | Cronache 5  | 4 gennaio 2008   | Le cronache del Fantabosco: Polvere di Drago (Settima stagione)           | Milo Cotogno                                                         |                   |                                         |                          |
| 22      | 17          | 7 gennaio 2008   | Supermanno                                                                | Milo Cotogno, Orchessa Orchidea, Orco Manno, Shirin Scintilla        | Lucia Franchitti  | Supereroi                               |                          |
| 23      | 18          | 8 gennaio 2008   | La galassia oscura                                                        | Balia Bea, Strega Varana, Principe Giglio, Principessa Odessa        | Lorenza Cingoli   | Extraterrestri                          |                          |
| 24      | 19          | 9 gennaio 2008   | I confetti di Fantalupo                                                   | Milo Cotogno, Lupo Lucio, Fata Lina, Principessa Odessa              | Luisa Mattia      | Salute                                  |                          |
| 25      | 20          | 10 gennaio 2008  | Un lavoro da Lupi                                                         | Milo Cotogno, Lupo Lucio, Shirin Scintilla, Balia Bea                | Venceslao Cembalo | Lavoro                                  | "La canzone dei talenti" |
| 26      | Cronache 6  | 11 gennaio 2008  | Le cronache del Fantabosco: Le mani scambiate (Ottava stagione)           | Milo Cotogno                                                         |                   |                                         |                          |
| 27      | 21          | 14 gennaio 2008  | Il pesciolino d'oro                                                       | Milo Cotogno, Principessa Odessa, Lupo Lucio, Orchessa Orchidea      | Lorenza Cingoli   | Desideri                                |                          |
| 28      | 22          | 18 gennaio 2008  | Scherzi al Fantabosco                                                     | Milo Cotogno, Fata Lina, Lupo Lucio, Shirin Scintilla                | Luisa Mattia      | Scherzi                                 |                          |
| 29      | 23          | 19 gennaio 2008  | Una notte da stregone                                                     | Milo Cotogno, Balia Bea, Strega Varana, Vermio Malgozzo              | Lucia Franchitti  | Balli stregali                          | "Ballala la danza"       |
| 30      | Cronache 7  | 20 gennaio 2008  | Le cronache del Fantabosco: L'anello della regina (Settima stagione)      | Milo Cotogno                                                         |                   |                                         |                          |
| 31      | 24          | 21 gennaio 2008  | Chiudetevi in casa!                                                       | Milo Cotogno, Balia Bea, Principe Giglio, Vermio Malgozzo            | Bruno Tognolini   | Allarmismo                              |                          |
| 32      | 25          | 24 gennaio 2008  | Cicogne di fiaba                                                          | Milo Cotogno, Orco Manno, Principe Giglio, Shirin Scintilla          | Lorenza Cingoli   | Nascite                                 |                          |
| 33      | Cronache 8  | 25 gennaio 2008  | Le cronache del Fantabosco: Giganti in transito (Ottava stagione)         | Milo Cotogno                                                         |                   |                                         |                          |
| 34      | 26          | 28 gennaio 2008  | La torta infuocata                                                        | Milo Cotogno, Balia Bea, Strega Varana, Principe Giglio              | Lorenza Cingoli   | Gusto                                   |                          |
| 35      | 27          | 31 gennaio 2008  | Il tesoro di Grifo                                                        | Milo Cotogno, Lupo Lucio, Orchessa Orchidea, Vermio Malgozzo         | Lorenza Cingoli   | Economia                                |                          |
| 36      | Cronache 9  | 1º febbraio 2008 | Le cronache del Fantabosco: Un atleta di sangue blu (Ottava stagione)     | Milo Cotogno                                                         |                   |                                         |                          |
| 37      | 28          | 4 febbraio 2008  | Due rughe per Odessa                                                      | Milo Cotogno, Fata Lina, Principe Giglio, Principessa Odessa         | Luisa Mattia      | Lettere d'amore                         |                          |
| 38      | 29          | 5 febbraio 2008  | Lupo Carnevale                                                            | Milo Cotogno, Cuoco Basilio, lupo Lucio, Orchessa Orchidea           | Luisa Mattia      | Carnevale                               |                          |
| 39      | 30          | 6 febbraio 2008  | L'albero dei re                                                           | Balia Bea, Principe Giglio, Strega Varana, Principessa Odessa        | Lucia Franchitti  | Alberi                                  |                          |
| 40      | 31          | 7 febbraio 2008  | Drollo seme di mela                                                       | Milo Cotogno, Lupo Lucio, Strega Varana, Drollo                      | Lorenza Cingoli   | Mele                                    | "Una mela al giorno"     |
| 41      | Cronache 10 | 8 febbraio 2008  | Le cronache del Fantabosco: La scomparsa dell'alfabeto (Settima stagione) | Milo Cotogno                                                         |                   |                                         |                          |
| 42      | 32          | 11 febbraio 2008 | Il regno dei ragni                                                        | Balia Bea, Principe Giglio, Strega Varana, Drollo                    | Bruno Tognolini   | Ragni                                   |                          |
| 43      | 33          | 12 febbraio 2008 | Il cappello dell'invisibilità                                             | Milo Cotogno, Fata Lina, Principessa Odessa, Lupo Lucio              | Venceslao Cembalo | Invisibilità                            |                          |
| 44      | 34          | 13 febbraio 2008 | La sfida delle ciambelle                                                  | Balia Bea, Orchessa Orchidea, Principessa Odessa, Drollo             | Luisa Mattia      | Abilità                                 |                          |
| 45      | 35          | 14 febbraio 2008 | Ululati alla luna                                                         | Milo Cotogno, Lupo Lucio, Strega Varana, Vermio Malgozzo             | Lucia Franchitti  | Luna                                    | "Guarda la luna"         |
| 46      | Cronache 11 | 15 febbraio 2008 | Le cronache del Fantabosco: Stregone per un giorno (Ottava stagione)      | Milo Cotogno                                                         |                   |                                         |                          |
| 47      | 36          | 18 febbraio 2008 | Un gigante al Fantabosco                                                  | Milo Cotogno, Balia Bea, Orco Manno, Fata Lina                       | Venceslao Cembalo | Pregiudizi                              |                          |
| 48      | 37          | 19 febbraio 2008 | Vorrei essere te                                                          | Milo Cotogno, Lupo Lucio, Principessa Odessa, Principe Giglio        | Martina Forti     | Personalità                             |                          |
| 49      | 38          | 20 febbraio 2008 | I semi di Perfezia                                                        | Milo Cotogno, Cuoco Basilio, Lupo Lucio, Principessa Odessa          | Venceslao Cembalo | Ortaggi                                 |                          |
| 50      | 39          | 21 febbraio 2008 | Linfa chi?                                                                | Balia Bea, Gnoma Linfa, Strega Varana, Drollo                        | Bruno Tognolini   | Identità                                | "Io resto io"            |
| 51      | Cronache 12 | 22 febbraio 2008 | Le cronache del Fantabosco: Il fiuto del Lupo (Ottava stagione)           | Milo Cotogno                                                         |                   |                                         |                          |
| 52      | 40          | 25 febbraio 2008 | La scatola succhiavirtù                                                   | Milo Cotogno, Gnoma Linfa, Strega Varana, Vermio Malgozzo            | Venceslao Cembalo | Generosità                              | "La canzone di Milo"     |
| 53      | 41          | 26 febbraio 2008 | La cura ridarella                                                         | Balia Bea, Orco Manno, Lupo Lucio, Fata Lina                         | Luisa mattia      | Sorriso                                 |                          |
| 54      | 42          | 27 febbraio 2008 | L'approdo del pirata                                                      | Milo Cotogno, Orchessa Orchidea, Principe Giglio, Balia Bea          | Lorenza Cingoli   | Bandiere                                |                          |
| 55      | 43          | 28 febbraio 2008 | Chi più di lui                                                            | Milo Cotogno, Lupo Lucio, Fata Lina, Shirin Scintilla                | Janna Carioli     | Equilibrio della natura                 |                          |
| 56      | Cronache 13 | 29 febbraio 2008 | Le cronache del Fantabosco: Una Strega per amica (Ottava stagione)        | Milo Cotogno                                                         |                   |                                         |                          |
| 57      | 44          | 3 marzo 2008     | La bacchetta perduta                                                      | Milo Cotogno, Strega Varana, Principessa Odessa, Fata Lina           | Lucia Franchitti  | Bacchette magiche                       |                          |
| 58      | 45          | 4 marzo 2008     | Baci di principe                                                          | Milo Cotogno, Principessa Odessa, Principe Giglio, Fata Lina         | Lucia Franchitti  | Fiabe                                   | "Felici e contenti"      |
| 59      | 46          | 5 marzo 2008     | Quello che è giusto è giusto!                                             | Milo Cotogno, Principessa Odessa, Orchessa Orchidea, Vermio Malgozzo | Luisa Mattia      | Lecito e illecito                       |                          |
| 60      | 47          | 6 marzo 2008     | Una crisi di enerpigna                                                    | Milo Cotogno, Fata Lina, Strega Varana, Drollo                       | Lorenza Cingoli   | Energia                                 |                          |
| 61      | Cronache 14 | 7 marzo 2008     | Le cronache del Fantabosco: La Principessa muta (Ottava stagione)         | Milo Cotogno                                                         |                   |                                         |                          |
| 62      | 48          | 10 marzo 2008    | Il prode Lupo Lucio                                                       | Milo Cotogno, Lupo Lucio, Fata Lina, Principessa Odessa              | Janna Carioli     | Coraggio                                |                          |
| 63      | 49          | 11 marzo 2008    | Il soldato e la ballerina                                                 | Balia Bea, Cuoco Basilio, Lupo Lucio, Principessa Odessa             | Lorenza Cingoli   | Differenza                              |                          |
| 64      | 50          | 17 marzo 2008    | A metà strada                                                             | Balia Bea, Principessa Odessa Strega Varana, Principe Giglio         | Venceslao Cembalo | Mediazione                              |                          |
| 65      | 51          | 19 marzo 2008    | Il circo Malvento                                                         | Milo Cotogno, Lupo Lucio, Fata Lina, Shirin Scintilla                | Lorenza Cingoli   | Libertà                                 |                          |
| 66      | 52          | 20 marzo 2008    | Il forno stregato                                                         | Balia Bea, Cuoco Basilio, Principe Giglio, Drollo                    | Luisa Mattia      | Imperizia                               |                          |
| 67      | Cronache 15 | 21 marzo 2008    | Le cronache del Fantabosco: Le Magiche Bacchette (Ottava stagione)        | Milo Cotogno                                                         |                   |                                         |                          |
| 68      | 53          | 24 marzo 2008    | Il ruggito del Drago                                                      | Milo Cotogno, Gnoma Linfa, Lupo Lucio, Principe Giglio               | Luisa Mattia      | Pericoli                                |                          |
| 69      | 54          | 25 marzo 2008    | Drollo e la Pietra Buia                                                   | Milo Cotogno, Strega Varana, Vermio Malgozzo, Drollo                 | Lorenza Cingoli   | Pietre magiche                          |                          |
| 70      | 55          | 26 marzo 2008    | Soldati a Vallequieta                                                     | Balia Bea, Gnoma Linfa, Fata Lina, Shirin Scintilla                  | Lorenza Cingoli   | Pellerossa                              |                          |
| 71      | 56          | 27 marzo 2008    | Ammazzasette                                                              | Milo Cotogno, Gnoma Linfa, Orco Manno, Orchessa Orchidea             | Janna Caroli      | Disubbidienza                           | "Ma che festa"           |
| 72      | Cronache 16 | 28 marzo 2008    | Le cronache del Fantabosco: Una Strega troppo buona (Ottava stagione)     | Milo Cotogno                                                         |                   |                                         |                          |
| 73      | 57          | 31 marzo 2008    | La cinta stregata                                                         | Milo Cotogno, Strega Varana, Principessa Odessa, Vermio Malgozzo     | Martina Forti     | Abiti                                   | "Rap dei vestiti"        |
| 74      | 58          | 1º aprile 2008   | Un Orco coi fiocchi                                                       | Balia Bea, Orco Manno, Strega Varana, Fata Lina                      | Venceslao Cembalo | Rispetto delle differenze               |                          |
| 75      | 59          | 2 aprile 2008    | Il pozzo dei libri                                                        | Milo Cotogno, Fata lina, Strega Varana, Drollo                       | Lucia Franchitti  | Libri                                   |                          |
| 76      | 60          | 3 aprile 2008    | Il Principe e il Lupo                                                     | Milo Cotogno, Principe Giglio, Lupo Lucio, Orchessa Orchidea         | Venceslao Cembalo | Principi                                |                          |
| 77      | Cronache 17 | 4 aprile 2008    | Le cronache del Fantabosco: La Principessa rana (Settima stagione)        | Milo Cotogno                                                         |                   |                                         |                          |
| 78      | 61          | 7 aprile 2008    | Un tesoro reale                                                           | Milo Cotogno, Lupo Lucio, Strega Varana, Principessa Odessa          | Lucia Franchitti  | Tesori                                  |                          |
| 79      | 62          | 8 aprile 2008    | Sogni segreti                                                             | Balia Bea, Orchessa Orchidea, Principe Giglio, Shirin Scintilla      | Bruno Tognolini   | Sogni                                   |                          |
| 80      | 63          | 9 aprile 2008    | Antro delle mie brame                                                     | Milo Cotogno, Vermio Malgozzo, Strega Varana, Drollo                 | Lucia Franchitti  | Scambio di case                         |                          |
| 81      | 64          | 10 aprile 2008   | Lo scettro fatato                                                         | Balia Bea, Fata Lina, Principe Giglio, Drollo                        | Lorenza Cingoli   | Impronte digitali                       |                          |
| 82      | Cronache 18 | 11 aprile 2008   | Le cronache del Fantabosco: Il Lupo con gli stivali (Ottava stagione)     | Milo Cotogno                                                         |                   |                                         |                          |
| 83      | 65          | 15 aprile 2008   | Un Lupo da fiaba                                                          | Milo Cotogno, Shirin Scintilla, Gnoma Linfa, Lupo Lucio              | Lucia Franchitti  | Teatro                                  |                          |
| 84      | 66          | 16 aprile 2008   | Lo specchio della Strega                                                  | Milo Cotogno, Balia Bea, Strega Varana, Principessa Odessa           | Venceslao Cembalo | Vanità                                  | "Strega"                 |
| 85      | 67          | 17 aprile 2008   | Non nel mio giardino!                                                     | Milo Cotogno, Strega Varana, Fata Lina, Principe Giglio              | Bruno Tognolini   | Smaltimento rifiuti                     |                          |
| 86      | Cronache 19 | 18 aprile 2008   | Le cronache del Fantabosco: Un Orco più orcolo (Ottava stagione)          | Milo Cotogno                                                         |                   |                                         |                          |
| 87      | 68          | 21 aprile 2008   | Il nodo della Strega                                                      | Milo Cotogno, Strega Varana, Drollo, Principe Giglio                 | Luisa Mattia      | Nodi                                    | "Amici per la pelle"     |
| 88      | 69          | 22 aprile 2008   | Bada a come parli!                                                        | Milo Cotogno, Lupo Lucio, Orco Manno, Vermio Malgozzo                | Martina Forti     | Equivoci                                |                          |
| 89      | 70          | 23 aprile 2008   | Profumo di Orchessa                                                       | Milo Cotogno, Fata Lina, Orco Manno, Orchessa Orchidea               | Lorenza Cingoli   | Profumi e puzze                         |                          |
| 90      | 71          | 24 aprile 2008   | Il passaggio segreto                                                      | Milo Cotogno, Balia Bea, Strega Varana, Shirin Scintilla             | Lorenza Cingoli   | Castello                                |                          |
| 91      | Cronache 20 | 25 aprile 2008   | Le cronache del Fantabosco: Mi salvi chi può! (Ottava stagione)           | Milo Cotogno                                                         |                   |                                         |                          |
| 92      | 72          | 28 aprile 2008   | Vota Varana                                                               | Milo Cotogno, Orco Manno, Strega Varana, Vermio Malgozzo             | Lorenza Cingoli   | Elezioni                                | "Canzone dei malvagi"    |
| 93      | 73          | 29 aprile 2008   | Parole d'amore                                                            | Milo Cotogno, Cuoco Basilio, Orchessa Orchidea, Principe Giglio      | Janna Carioli     | Parlare d'amore                         |                          |
| 94      | 74          | 30 aprile 2008   | Gira che ti rigira                                                        | Milo Cotogno, Principessa Odessa, Orco Manno, Shirin Scintilla       | Bruno Tognolini   | Girare                                  |                          |
| 95      | Cronache 21 | 2 maggio 2008    | Le cronache del Fantabosco: Chiedi la luna (Ottava stagione)              | Milo Cotogno                                                         |                   |                                         |                          |
| 96      | 75          | 5 maggio 2008    | Tutti i gusti sono giusti                                                 | Milo Cotogno, Cuoco Basilio, Lupo Lucio, Strega Varana               | Bruno Tognolini   | Culture alimentari                      |                          |
| 97      | 76          | 6 maggio 2008    | L'imbroglio di Drollo                                                     | Milo Cotogno, Fata Lina, Orco Manno, Drollo                          | Luisa Mattia      | Pulizia                                 | "Spazzatura dappertutto" |
| 98      | 77          | 7 maggio 2008    | Il filtro cambiacuore                                                     | Milo Cotogno, Gnoma Linfa, Strega Varana, Drollo                     | Venceslao Cembalo | Cattiveria                              |                          |
| 99      | 78          | 8 maggio 2008    | Il bracciale di fuoco                                                     | Milo Cotogno, Lupo Lucio, Principessa Odessa, Principe Giglio        | Luisa Mattia      | Oggetti stregati                        |                          |
| 100     | Cronache 22 | 9 maggio 2008    | Le cronache del Fantabosco: Il piffero magico (Ottava stagione)           | Milo Cotogno                                                         |                   |                                         |                          |
| 101     | 79          | 2 giugno 2008    | Una Strega fantapignosa                                                   | Milo Cotogno, Cuoco Basilio, Strega Varana, Drollo                   | Venceslao Cembalo | Fiducia in sé                           |                          |
| 102     | 80          | 3 giugno 2008    | Il carretto magico                                                        | Milo Cotogno, Gnoma Linfa Principessa Odessa, Shirin Scintilla       | Lorenza Cingoli   | Mezzi di locomozione                    |                          |
| 103     | 81          | 4 giugno 2008    | Il mago di sabbia                                                         | Balia Bea, Strega Varana, Fata Lina, Vermio Malgozzo                 | Lorenza Cingoli   | Antichi egizi                           |                          |
| 104     | Cronache 23 | 6 giugno 2008    | Le cronache del Fantabosco: Il filtro di Strega Rosezia (Ottava stagione) | Milo Cotogno                                                         |                   |                                         |                          |
| 105     | 82          | 9 giugno 2008    | La Banda Ghianda                                                          | Milo Cotogno, Lupo Lucio, Principessa Odessa, Orco Manno             | Bruno Tognolini   | Suonare insieme                         | "Banda Ghianda"          |
| 106     | 83          | 10 giugno 2008   | Prendi i lilleri e scappa                                                 | Milo Cotogno, Fata Lina, Lupo Lucio, Vermio Malgozzo                 | Lucia Franchitti  | Imbrogli                                |                          |
| 107     | 84          | 11 giugno 2008   | Qui ci vuole il Lupo                                                      | Milo Cotogno, Lupo Lucio, Strega Varana, Shirin Scintilla            | Luisa Mattia      | Lupi di fiaba                           |                          |
| 108     | 85          | 12 giugno 2008   | Festa di fine anno                                                        | Milo Cotogno, Lupo Lucio, Gnoma Linfa, Orco Manno                    | Martina Forti     | Fine della scuola Estate                |                          |
| 109     | Cronache 24 | 13 giugno 2008   | Le cronache del Fantabosco: Le radici del Regno (Ottava stagione)         | Milo Cotogno                                                         |                   | Ultima puntata prima della pausa estiva |                          |

### Seconda parte
La seconda parte della decima stagione andò in onda in prima visione su Rai 3 dall'6 ottobre 2008 fino al 24 novembre 2008. La Melevisione andava in onda regolarmente dal lunedì al mercoledì. Invece, Le cronache del Fantabosco andavano in onda ogni giovedì.
| N.episodio | N. episodio senza Le cronache del Fantabosco | Prima TV ita     | Nome della puntata                                                     | Personaggi presenti                                                  | Sceneggiatura     | Tema                  | Canzone                   |
| ---------- | -------------------------------------------- | ---------------- | ---------------------------------------------------------------------- | -------------------------------------------------------------------- | ----------------- | --------------------- | ------------------------- |
| 110        | 86                                           | 6 ottobre 2008   | Il sogno della Strega                                                  | Milo Cotogno, Gnoma Linfa, Balia Bea, Strega Varana                  | Venceslao Cembalo | Desideri              | "Il fiore che dorme"      |
| 111        | 87                                           | 7 ottobre 2008   | Che scherzo!                                                           | Balia Bea, Principe Giglio, Principessa Odessa, Shirin Scintilla     | Janna Carioli     | Scherzi               |                           |
| 112        | 88                                           | 8 ottobre 2008   | Fiori, lilleri e lallere                                               | Milo Cotogno, Balia Bea, Gnoma Linfa, Vermio Malgozzo                | Luisa Mattia      | Soddisfazione         |                           |
| 113        | Cronache 25                                  | 9 ottobre 2008   | Le cronache del Fantabosco: Il lupino fatato (Ottava stagione)         | Milo Cotogno                                                         |                   |                       |                           |
| 114        | 89                                           | 13 ottobre 2008  | Un lupo di città                                                       | Milo Cotogno, Lupo Lucio, Orchessa Orchidea, Principe Giglio         | Lorenza Cingoli   | Città                 | "Il topo in città"        |
| 115        | 90                                           | 14 ottobre 2008  | Dolce al bumbo                                                         | Balia Bea, Cuoco Basilio, Orco Manno, Shirin Scintilla               | Lorenza Cingoli   | Denti                 |                           |
| 116        | 91                                           | 15 ottobre 2008  | La Strega della pioggia                                                | Milo Cotogno, Lupo Lucio, Strega Varana, Principessa Odessa          | Lucia Franchitti  | Pioggia               |                           |
| 117        | Cronache 26                                  | 16 ottobre 2008  | Le cronache del Fantabosco: La Principessa incantata (Ottava stagione) | Milo Cotogno                                                         |                   |                       |                           |
| 118        | 92                                           | 20 ottobre 2008  | Lupo chi legge!                                                        | Milo Cotogno, Lupo Lucio, Principessa Odessa, Gnoma Linfa            | Bruno Tognolini   | Book-crossing         |                           |
| 119        | 93                                           | 21 ottobre 2008  | Orco libera tutti                                                      | Milo Cotogno, Orco Manno, Fata Lina, Balia Bea                       | Luisa Mattia      | Spiritelli delle Fate |                           |
| 120        | 94                                           | 22 ottobre 2008  | Una notte da Orchi                                                     | Milo Cotogno, Principessa Odessa, Orchessa Orchidea, Principe Giglio | Venceslao Cembalo | Amore                 | "Girotondo d'amore"       |
| 121        | Cronache 27                                  | 23 ottobre 2008  | Le cronache del Fantabosco: Sangue di Re (Ottava stagione)             | Milo Cotogno                                                         |                   |                       |                           |
| 122        | 95                                           | 27 ottobre 2008  | Il pignofono senza fili                                                | Milo Cotogno, Lupo Lucio, Principessa Odessa, Vermio Malgozzo        | Venceslao Cembalo | Telefono              |                           |
| 123        | 96                                           | 28 ottobre 2008  | Re per un giorno                                                       | Milo Cotogno, Lupo Lucio, Orco Manno, Fata Lina                      | Lucia Franchitti  | Regalità              | "Ora sei un Re"           |
| 124        | 97                                           | 29 ottobre 2008  | Un Lupo da pastore                                                     | Milo Cotogno, Lupo Lucio, Strega Varana, Principessa Odessa          | Lusia Mattia      | Pecore                |                           |
| 125        | Cronache 28                                  | 30 ottobre 2008  | Le cronache del Fantabosco: L'arcobaleno rubato (Ottava stagione)      | Milo Cotogno                                                         |                   |                       |                           |
| 126        | 98                                           | 3 novembre 2008  | La chiave dei segreti                                                  | Milo Cotogno, Balia Bea, Principessa Odessa, Vermio Malgozzo         | Lucia Franchitti  | Diari segreti         | "Vuoi sapere un segreto?" |
| 127        | 99                                           | 4 novembre 2008  | Lupo Luccio                                                            | Milo Cotogno, Lupo Lucio, Orco Manno, Fata Lina                      | Lorenza Cingoli   | Pesci                 |                           |
| 128        | 100                                          | 5 novembre 2008  | C'era una volta                                                        | Milo Cotogno, Lupo Lucio, Strega Varana, Principessa Odessa          | Lusia Mattia      | Fiabe                 |                           |
| 129        | Cronache 29                                  | 6 novembre 2008  | Le cronache del Fantabosco: Il fantasma della torre (Ottava stagione)  | Milo Cotogno                                                         |                   |                       |                           |
| 130        | 101                                          | 10 novembre 2008 | Milo senza filo                                                        | Milo Cotogno, Lupo Lucio, Strega Varana, Orchessa Orchidea           | Bruno Tognolini   | Teatro di marionette  | "Marionetta"              |
| 131        | 102                                          | 11 novembre 2008 | Fata comanda colori                                                    | Milo Cotogno, Fata Lina, Strega Varana, Drollo                       | Lucia Franchitti  | Colori                |                           |
| 132        | 103                                          | 17 novembre 2008 | L'orcabambola                                                          | Milo Cotogno, Balia Bea, Shirin Scintilla, Orchessa Orchidea         | Martina Forti     | Bambole               |                           |
| 133        | 104                                          | 18 novembre 2008 | Il pane e le rose                                                      | Milo Cotogno, Principe Giglio, Principessa Odessa, Balia Bea         | Lorenza Cingoli   | Regine                |                           |
| 134        | 105                                          | 19 novembre 2008 | Il Girasole dei Re                                                     | Milo Cotogno, Principessa Odessa, Strega Varana, Orchessa Orchidea   | Luisa Mattia      | Saggezza e potere     |                           |
| 135        | 106                                          | 24 novembre 2008 | Il Principe Ranocchio                                                  | Milo Cotogno, Cuoco Basilio, Principe Giglio, Shirin Scintilla       | Lucia Franchitti  | Rane                  |                           |